# ライファイゼン・スイス
ライファイゼン・スイス (Raiffeisen Schweiz) は本社をザンクト・ガレンに置く、UBS・Credit Suisseに次ぐスイスで第3位の金融グループである。　
1899年に設立され、100年以上の歴史を誇る組合銀行が組織化した協同組合である。現在（2017年12月31日時点）スイス国内で255行、912拠点数を有するスイス最大のリテールバンクである。
現在（2017年12月31日時点）顧客数は全スイス住民の約45%に当たる370万人で、そのうち190万人が協同組合員で構成される。

## 組織
ライファイゼングループはスイス全土の912の拠点に所属し、255の合法的に独立したライファイゼン銀行は、ライフェイゼングループ全体の戦略的リーダーであるライファイゼン・スイスに統合されている。 地域振興や文化活動の支援にも積極的に協力する。例として、スイス全国400箇所以上の博物館や動物園を無料で入場できるミュージアム・パスの顧客へ配付しており、地域の文化活動の維持、発展に貢献している。
2012年よりスーパーリーグ (スイス)のメインスポンサーを務め、同リーグ名称にも同行名が含まれている。ライファイゼン・スイスはSwiss Financial Market Supervisory Authority (スイス金融市場監査局)により連結ベースで監督・規制されている。 
2017年12月31日現在、ライファイゼングループの運用資産は2,100億スイスフラン、顧客への貸付金は1,810億スイスフラン。住宅ローン事業の市場シェアは17.5％、総資産は2,280億スイスフランである。